# Gruben (Oberstdorf)
Gruben (mundartlich: Gruəba) ist ein Gemeindeteil der Marktgemeinde Oberstdorf im bayerisch-schwäbischen Landkreis Oberallgäu.

Gruben 1

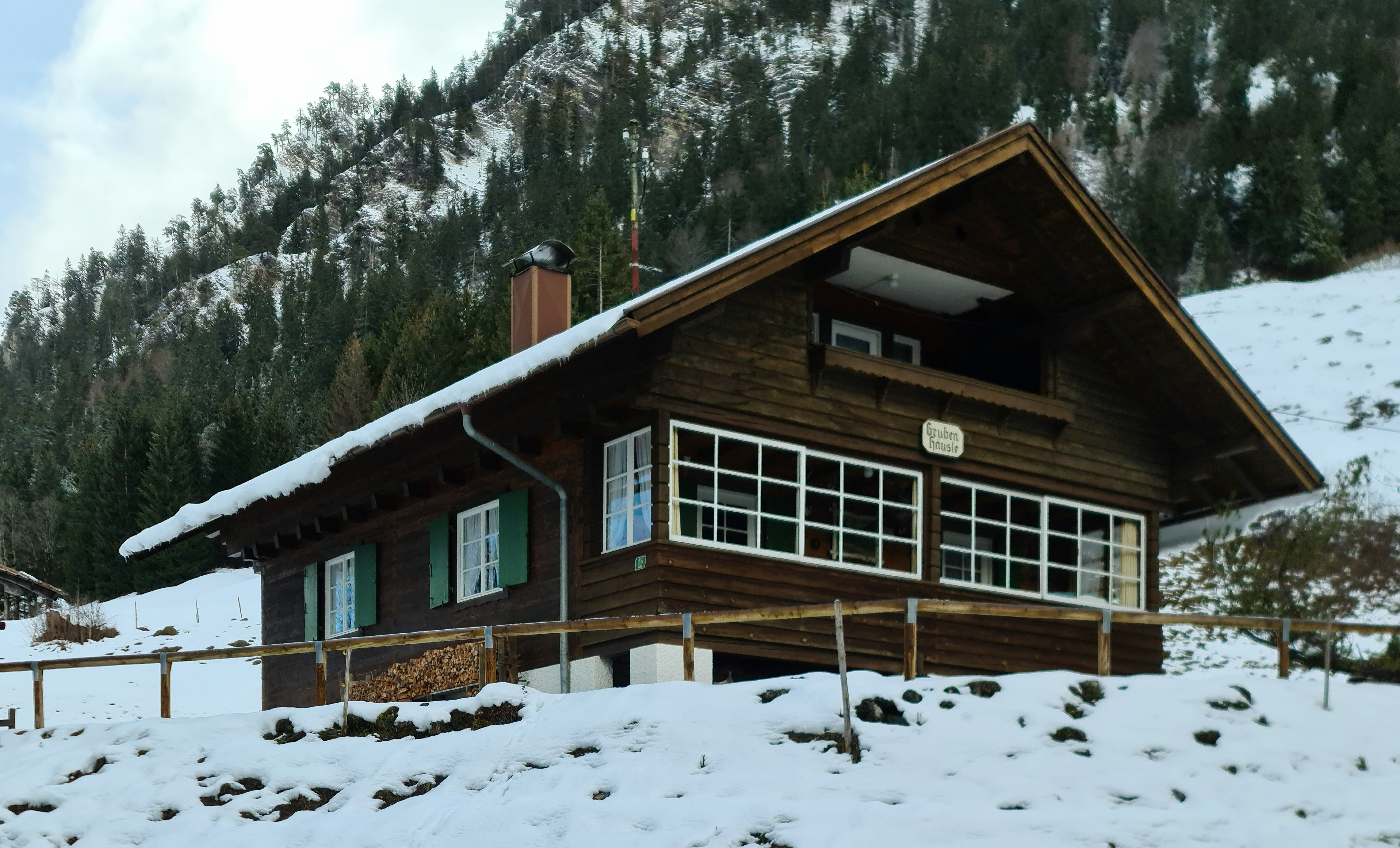
Gruben 1½

## Geographie
Der Weiler liegt circa zwei Kilometer südlich des Hauptorts Oberstdorf am Fuße des Riffenkopfs und Beginn des Oytals. Östlich von Gruben befindet sich das Naturschutzgebiet Allgäuer Hochalpen. Nördlich der Ortschaft fließt der Oybach in die Trettach.

## Ortsname
Der Ortsname bezieht auf den Flurnamen Grube für eine Bodensenke, somit bedeutet der Ortsname (Siedlung) in den Gruben.

## Geschichte
Gruben wurde erstmals urkundlich im Jahr 1541 mit der Wiesmahd in Gerueben  genannt. Später kamen auch die Bezeichnungen Obere und Untere Gruben auf. Ab 1617 ist die Siedelung nachweisbar. Im Jahr 1811 wurden drei Wohnhäuser in Gruben gezählt. 1860 wurde eine Alpe mit acht Galtrindern in Gruben erwähnt. Mit dem Aufkommen des Fremdenverkehrs, wurde Ende des 19. Jahrhunderts eine Schankwirtschaft in Gruben eröffnet.